# Sialis fuliginosa
Sialis fuliginosa is een insect uit de familie Sialidae, die tot de orde grootvleugeligen (Megaloptera) behoort. De soort komt voor in Europa, inclusief Nederland.